# Bettongia penicillata
Bettongia penicillata, também conhecido como woylie ou canguru-rato, é um pequeno marsupial extremamente raro, pertencente ao gênero Bettongia, endêmico da Austrália. Existem duas subespécies: B. p. ogilbyi, e o agora extinto B. p. penicillata. A espécie já foi a mais difundida de qualquer membro dos Potoroidae, mas sofreu uma redução de mais de 90% no tamanho da população nos últimos 10 anos e o declínio continua.

## Taxonomia
A taxonomia de Bettongia penicillata é incerta. Uma espécie foi inicialmente descrita por J. E. Gray em 1837, baseado na pele e no crânio de um homem adulto obtido pela Zoological Society of London e colocado no Museu de História Natural de Londres. A origem do holótipo não foi determinada, mas presume-se que seja Nova Gales do Sul.
As duas subespécies reconhecidas são
- Bettongia penicillata ogilbyi (Waterhouse, 1841)

Uma descrição publicada como Hypsiprymnus ogilbyi, uma espécie agora reconhecida como a única subespécie viva de B. penicillata. O autor citado é George Robert Waterhouse, que apresentou um manuscrito preparado por John Gould. O tipo foi coletado em York (Austrália Ocidental).
- Bettongia penicillata penicillata (J.E. Gray, 1837) A subespécie nominal, classificada como uma extinção moderna.

## Descrição
O woylie é uma espécie de rato-canguru de pequeno porte, que cava em busca de fungos durante a noite, geralmente mantendo uma distribuição solitária ao redor de um ninho central. O comprimento da cabeça e do corpo combinados varia de 30–38 cm e sua cauda varia de 29–36 cm. Seu corpo é totalmente coberto por pelos marrom-acinzentados acima, mesclando-se com uma cor creme e pálida abaixo; o rosto, a coxa e o flanco possuem uma cor amarelada. O marrom-acinzentado das partes superiores da pelagem é intercalado com cabelos prateados. Os pés de B. penicillata são castanhos claros, com cerdas eriçadas que não escondem as garras. Sua longa cauda é de uma cor marrom avermelhada, que termina em uma ponta enegrecida. O lado superior da cauda ligeiramente preênsil tem uma crista de pelo mais longo ao longo de seu comprimento. As medidas médias são 33 cm para o comprimento do corpo e 31 cm para a cauda. O peso médio é de 1,3 kg.
Esta espécie se assemelha a Bettongia lesueur, embora B. penicillata seja nitidamente mais pálido no lado ventral e não tem a cor preta da cauda de B. lesueur. O anel ao redor do olho de B. penicillata é pálido, e seu focinho é mais longo e mais pontudo que o de B. lesueur, e menos que o de Potorous gilbertii, com o qual compartilhou um intervalo de distribuição sobreposto.

## Distribuição e habitat
Bettongia penicillata era abundante em meados do século XIX, habitando uma faixa que cobre cerca de 60% do continente australiano, incluindo a maior parte da Austrália semi-árida e árida, principalmente ao sul dos trópicos, incluindo a Austrália Ocidental, todo o sudoeste da Austrália Oriental, a maior parte da Austrália do Sul, o canto noroeste de  Victoria, e na parte central de Nova Gales do Sul. Possivelmente estendeu-se ao norte ao longo da costa leste em Queensland, com o remanescente dessa população agora sendo aceito como Bettongia tropica.
A população no sudoeste da Austrália persistiu até o século XX, aparentemente sobrevivendo à extinção em massa de mamíferos semelhantes nas décadas anteriores, e foi coletada em locais temperados perto de Margaret River, por G . C. Shortridge em 1909, e por Charles M. Hoy em 1920. As últimas coleções feitas nas regiões de King George Sound e Denmark da Austrália Ocidental na década de 1930 coincidiram com os primeiros registros da introdução da raposa-vermelha (Vulpes vulpes).
Na década de 1920, Bettongia penicillata estava extinto em grande parte de seu alcance. Em 1992, foi relatado em apenas quatro pequenas áreas na Austrália Ocidental. Na Austrália do Sul, várias populações foram estabelecidas por meio da reintrodução de animais criados em cativeiro. Em 1996, ocorreu em apenas seis locais na Austrália Ocidental, incluindo no Santuário de Karakamia, administrado pela Australian Wildlife Conservancy, e em três ilhas e duas regiões continentais no sul da Austrália.
Em 2010, um dos habitats prósperos restantes para o Bettongia penicillata era o Dryandra Woodland ao sul de Perth na Austrália Ocidental. No entanto, junto com os numbats, foram dizimados pelos gatos ferais, que floresceram depois que os números das raposas foram controlados. Um grande programa de controle de gatos selvagens permitiu o aumento nos números de Bettongia penicillata e de numbats, embora as populações permaneçam muito reduzidas mesmo nas últimas décadas.
Nos desertos ocidentais, os aborígines relataram que os woylies ocupavam planícies de areia e dunas, com pastagens de montículos de spinifex (Triodia spp.). As subpopulações remanescentes no sudoeste da Austrália habitam florestas e charnecas adjacentes com um denso sub-bosque de arbustos, particularmente Gastrolobium spp.. Hoje, a espécie vive principalmente em florestas esclerófilas abertas e sub-bosques e matagais de Mallee, com um sub-bosque denso e baixo de capim tussok. No entanto, esta espécie versátil também é conhecida por ter habitado uma grande variedade de habitats, incluindo matagal árido baixo ou pastagens desérticas.

## Dieta
Assim como outras espécies de Bettongia, B. penicillata possui uma dieta majoritariamente fungívora, com os fungos (trufas) compondo cerca de 60% de suas dietas em todas as estações. Comem principalmente fungos subterrâneos que ele escava com suas fortes garras dianteiras, bem como tubérculos, insetos, sementes e outros produtos vegetais, como resina. Os fungos só podem ser digeridos indiretamente, com o auxílio de bactérias de uma parte de seu estômago.
O verão austral e as estações do outono fornecem aos woylies os corpos frutíferos de fungos hipógenos, e cerca de 24 táxons de fungos são consumidos. Durante os meses de verão, as espécies semelhantes a trufas do gênero Mesophellia constituem a maior parte da dieta. O cerne das trufas é consumido por woylies, que evitam a camada externa dura. O alimento é uma fonte rica de lipídios e oligoelementos, e altos níveis de proteínas que não possuem aminoácidos necessários podem ser compensados por processos de fermentação de aminoácidos disponíveis cisteína e metionina durante a digestão. Em outras estações, os woylies podem adotar uma variedade de alimentos mais herbívoros, além dos corpos fúngicos hipógenos daquela estação.
Woylies foram observados comendo grandes sementes de sândalo australiano, Santalum spicatum, um alimento nutritivo que o animal costuma colocar em um esconderijo para consumo posterior. O hábito de armazenar as sementes provavelmente desempenhou um papel importante na dispersão da árvore. No entanto, o sândalo australiano era uma árvore comercialmente valiosa e foi amplamente eliminado durante a colonização. Populações de woylies introduzidas em uma ilha ao largo da costa da Austrália do Sul consomem principalmente material vegetal, tubérculos e raízes, sementes e folhas e besouros, uma dieta considerada incomum para a espécie. A análise da dieta daquela colônia mostrou que ela incluía esporos de fungos, conforme detectado em suas fezes, embora seja provável que tenha sido um ocupante das vísceras dos besouros.

## Ecologia
A espécie possivelmente possui um papel importante na dispersão de sementes e esporos fúngicos.
Predadores nativos do woylie incluem a águia Aquila audax, uma grande ave de rapina que se acredita ter sido uma influência significativa em sua mortalidade. A raposa vermelha (Vulpes vulpes) e o gato (Felis catus), introduzidos pelos europeus, são conhecidos como predadores desta espécie, e ambos foram citados como uma das principais causas de extinções locais. Desde o controle da raposa-vermelha, o gato se tornou o maior predador da espécie.

## Comportamento
B. penicillata é um animal solitário, exceto durante a época de reprodução. São em grande parte noturnos, descansando durante o dia e emergindo ao anoitecer, embora sempre retornem ao ninho antes do amanhecer. Eles podem se reproduzir durante todo o ano se as condições forem favoráveis. A fêmea é fértil aos seis meses de idade e dá à luz a cada 3,5 meses. Sua vida útil na natureza é de cerca de quatro a seis anos.

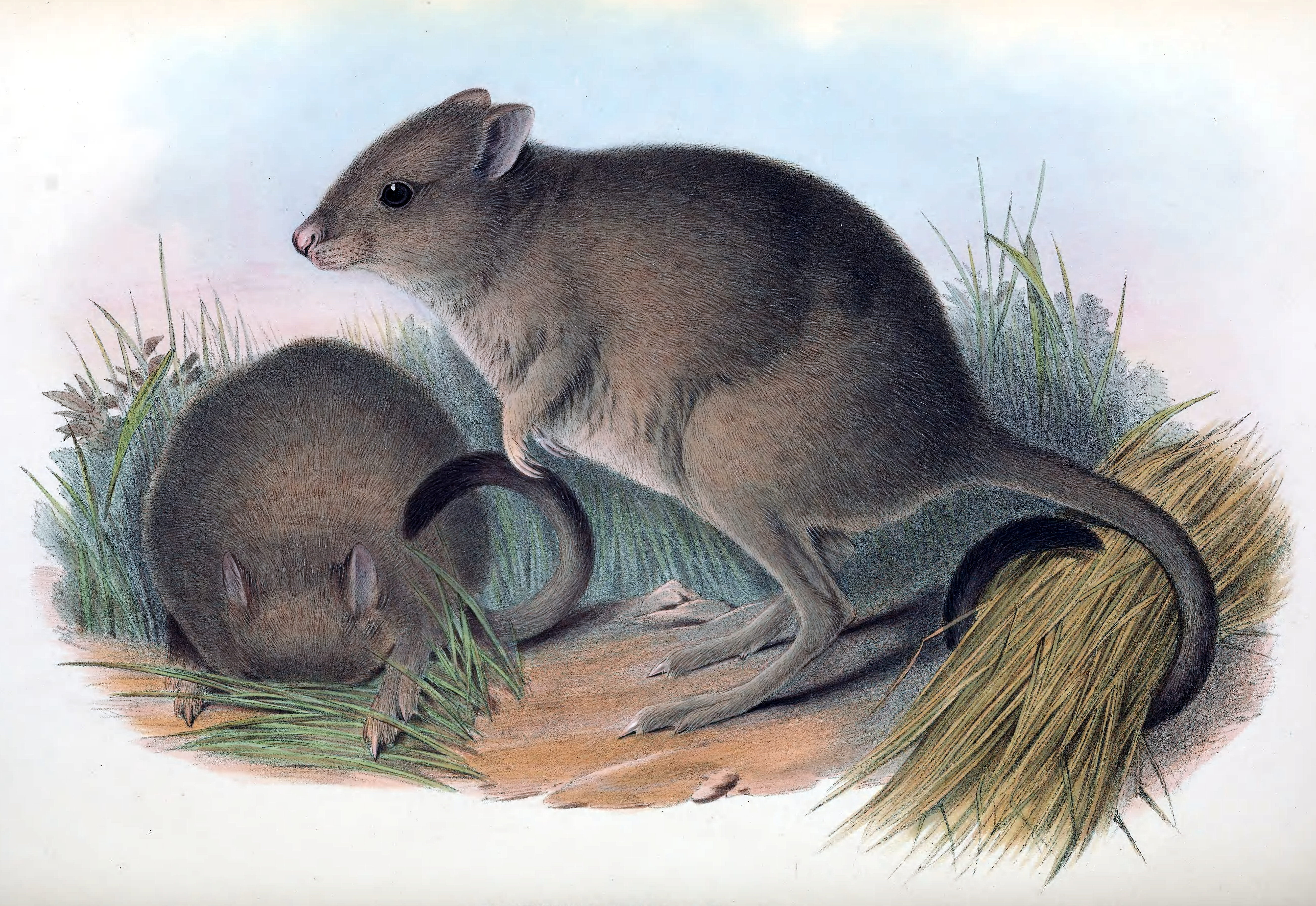
Ilustração por H. C. Richter no livro Mammals of Australia, 1863

O animal constrói seu ninho em forma de cúpula em uma depressão rasa raspada no solo, sob um arbusto ou outra cobertura, e é capaz de enrolar sua cauda para carregar pacotes de material de aninhamento. Cada ninho é constituído por capim e casca desfiada, gravetos, folhas e demais materiais disponíveis, e mede cerca de 150×200×200 mm, com um peso seco de cerca de 500 g. A espécie se comporta de maneira característica quando perturbada em seu ninho, saindo rapidamente do local com um ruído explosivo. O corpo é arqueado quando o animal salta para longe, com a cabeça baixa e a cauda estendida, usando um movimento bípede em longos saltos para escapar de um predador em potencial.
Woylies têm uma das gestações mais curtas do grupo canguru, aos 21 dias, e são capazes de diapausa embrionária, o que permite que as fêmeas atrasem um óvulo fertilizado até que o filhote atual saia da bolsa. A vida da bolsa é curta, em torno de 100 dias, e, portanto, os woylies, carregando um filhote de cada vez, podem ter até três filhotes por ano.

## Colapso populacional e conservação

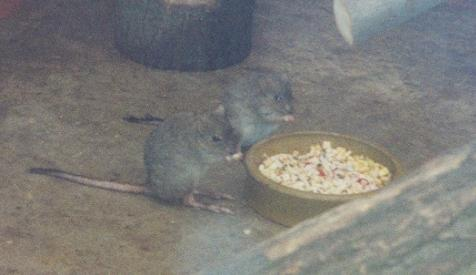
Woylie no Zoológico de Duisburg

B. penicillata era originalmente encontrada em grande abundância em todo o sul da Austrália, ao norte a cerca de 30°S, em uma ampla faixa de distribuição da costa no oeste e leste em direção à Grande Cordilheira Divisória. No entanto, desde a colonização europeia, sua distribuição diminuiu drasticamente para uma pequena porção de seu antigo alcance. Na década de 1970, a espécie estava restrita a apenas três áreas no sudoeste da Austrália Ocidental.
Após o sucesso da implementação de medidas de recuperação e conservação e, após uma revisão de seu estado de conservação, a espécie foi removida da listagem de espécies ameaçadas da Austrália Ocidental em 1996. No entanto, a partir dos anos 2000, houve um declínio repentino e dramático na abundância de B. penicillata em todas as suas populações, sofrendo uma redução em cerca de 90% nos últimos anos. Suas principais ameaças são os predadores introduzidos, principalmente os gatos selvagens e as raposas-vermelhas. A destruição do habitat, as doenças, o aumento das pastagens agrícolas e, possivelmente, os regimes de fogo alterados também colocam as populações em risco significativo. Atualmente, a espécie está listada na Lista Vermelha da IUCN como criticamente em perigo.